# Panegyrtes maculatissimus
Panegyrtes maculatissimus är en skalbaggsart som beskrevs av Maria Helena M. Galileo och Martins 1995. Panegyrtes maculatissimus ingår i släktet Panegyrtes och familjen långhorningar. Inga underarter finns listade i Catalogue of Life.